# Carnival Miracle
Carnival Miracle — четвёртое круизное судно класса Spirit в собственности компании Carnival Corporation & plc и эксплуатируемое оператором Carnival Cruise Lines было построено в феврале 2004 года на Хельсинкской верфи концерна Kvaerner Masa Yards в Финляндии и эксплуатируется в западном полушарии у восточного побережья США из Нью-Йорка.
Судами-близнецами являются Carnival Spirit, Carnival Pride, Carnival Legend, а также с визуально иной формы трубой Costa Atlantica и Costa Mediterranea.

## История судна
Строительство судна стоимостью около 375 млн долларов США было заказано корпорацией Carnival Corporation & plc в Финляндии на верфи Kvaerner Masa Yards AB в Хельсинки. Киль судна под заводским номером 503 был заложен в 2003 году. Затопление дока состоялось 1 сентября 2003 года и 17 января 2004 года готовое судно было передано крупнейшему пароходству в мире — Carnival Cruise Lines. Церемония крещения состоялась 27 февраля 2004 года. Крёстной матерью судна стала бывшая военнослужащая Джессика Линч (Jessica Lynch. В этот же день, 27 февраля 2004 года судно под названием Carnival Miracle отправилось в свой первый рейс.
Эксплуатируется в Западном полушарии, совершая круизы на Багамы и на острова в Карибском море, с апреля 2012 года Carnival Miracle круглый год выходил в круизы из Нью-Йорка (США), посещая зимой Багамы с заходом в Порт-Канаверал, Нассау и Фрипорт, а летом Багамы и Карибское море.

## На борту
- 11-этажный атриум
- Bacchus Dining room (главная столовая)
- Lobby lounge
- Jeeves lounge
- Gotham lounge
- Nick and Nora’s Steakhouse
- Mad Hatter’s Ball Show lounge
- Танцклуб Dr Frankenstein´s lab
- Mr Lucky´s Casino
- Phantom lounge
- Sky Box Sports bar
- Библиотека
- Sam piano bar
- Horatio´s Lido Deck